# 모락로
모락로(慕洛路)는 경기도 의왕시 오전동 모락로사거리에서 의왕시 오전동 및 안양시 동안구 호계동 덕고개사거리를 잇는 왕복 4차로, 1.6 km의 도로이다. 지지대 고개에서 호계사거리까지 국도 제1호선 경수대로의 교통 체증을 해결하기 위해 1990년대 초반부터 추진되었으며, 1994년 초에 착공하였다.

## 노선
| 이름             | 접속 노선                | 비고                  |                 |                 |
| 의왕군포로 직결  | 의왕군포로 직결          | 의왕군포로 직결       | 의왕군포로 직결 | 의왕군포로 직결 |
| ---------------- | ------------------------ | --------------------- | --------------- | --------------- |
| 모락로사거리     | 국도 제1호선 (경수대로)  | (구) 신 라자로 삼거리 |                 |                 |
| 현대아파트사거리 | 가구단지길, 오전로       |                       |                 |                 |
| 의왕초등학교     | 포도원로                 |                       |                 |                 |
| LG아파트삼거리   |                          |                       |                 |                 |
| 덕고개사거리     | 국도 제47호선 (흥안대로) |                       |                 |                 |
| 평촌대로 직결    |                          |                       |                 |                 |

## 주요 시설
- 의왕초등학교 : 경기도 의왕시 모락로 56
- 모락중학교 : 경기도 의왕시 모락로 110
- 모락고등학교 : 경기도 의왕시 모락로 134